# Jiujiang (Kreis)

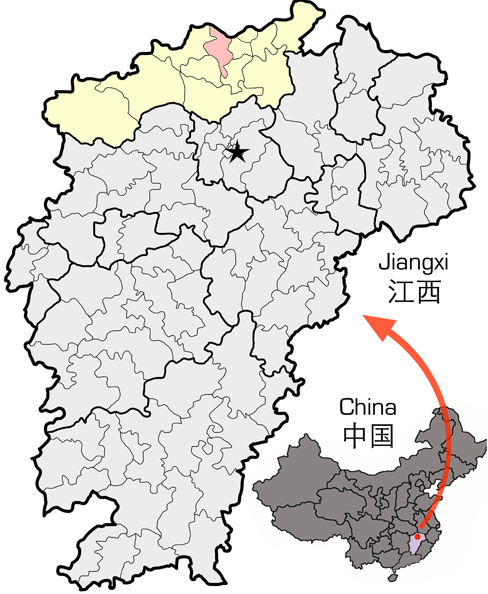
Lage des früheren Kreises Jiujiang (rosa) im Verwaltungsgebiet von Jiujiang (gelb) in Jiangxi

Der Kreis Jiujiang (chinesisch 九江县, Pinyin Jiǔjiāng Xiàn) war ein Kreis der bezirksfreien Stadt Jiujiang in der südchinesischen Provinz Jiangxi. Er hatte eine Fläche von 911 km² und zählte 340.000 Einwohner (2006). Sein Hauptort war die Großgemeinde Shahejie (沙河街镇).
Jiujiang war einer der ältesten Kreise der Provinz Jiangxi. Im September 2017 wurde der Kreis aufgelöst und in den Stadtbezirk Chaisang umgewandelt, um die Entwicklung am mittleren Abschnitt des Wirtschaftsgürtels am Yangtze weiter voranzutreiben.

## Administrative Gliederung
Auf Gemeindeebene setzte sich der Kreis aus sieben Großgemeinden und fünf Gemeinden zusammen:
- Großgemeinde Shahejie 沙河街镇
- Großgemeinde Mahuiling 马回岭镇
- Großgemeinde Jiangzhou 江洲镇
- Großgemeinde Chengzi 城子镇
- Großgemeinde Gangkoujie 港口街镇
- Großgemeinde Xinhe 新合镇
- Großgemeinde Shizi 狮子镇

- Gemeinde Yong’an 永安乡
- Gemeinde Yongquan 涌泉乡
- Gemeinde Xintang 新塘乡
- Gemeinde Chengmen 城门乡
- Gemeinde Minshan 岷山乡